# 佐々木安五郎

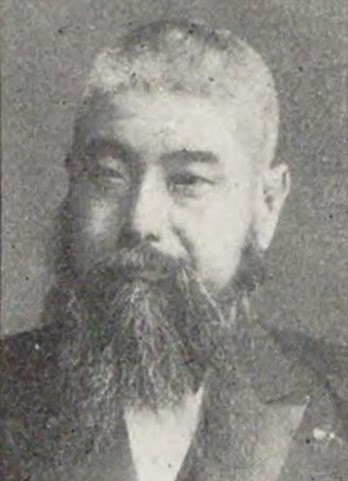
佐々木安五郎

佐々木 安五郎（ささき やすごろう、1872年2月25日（明治5年1月17日） - 1934年（昭和9年）1月1日）は、日本の政治家、大陸浪人。衆議院議員（東京府第8区選出、当選4回）。号は照山。蒙古王の異名をとった。族籍は山口県平民。

## 来歴
山口県豊浦郡阿川村（現下関市）に生まれる。10代後半の時に政治に関心を持ち「点燈会」を作った。隣村の滝部村で小学校の代用教員をしていたが、熊本の九州学院に入学し中国語を学んだ。1894年（明治27年）に卒業し、日清戦争に陸軍の通訳として従軍、戦後は台湾総督府の吏員となった。しかし、乃木希典が総督を退くと総督府を辞職し、1898年（明治31年）には雑誌『高山國（たかさご）』を発刊した。また『台湾民報』主筆となり、総督府の植民政策を批判した。鉱業に従事する。
1904年（明治37年）、奈良県の資産家である土倉鶴松（林業家土倉庄三郎の長男）の依頼を受けて内モンゴルを探検、蒙古王と呼ばれるようになった。翌年の日比谷焼討事件で検挙された後、1908年（明治41年）には衆議院議員に当選した。以後、当選4回し、又新会、立憲国民党、革新倶楽部、新正倶楽部などに属し、憲政擁護運動や営業税廃税運動などで活躍した。
1910年（明治43年）、白瀬矗の南極探検を支援する南極探検後援会が発足すると、幹事の一人になった 。辛亥革命を支持し、1915年（大正4年）、東京の梅屋庄吉邸で開かれた孫文と宋慶齢の結婚パーティーにも参列している。院外では浪人会に参加し、1918年（大正7年）には吉野作造と対決した。

## 人物
住所は東京市外滝野川町田端。

## 家族・親族
佐々木家
- 妻・鍈（1878年 - ?、東京、川島浪速の妹）[5][6]
- 男・靖（1906年 - ?）[5][6]

親戚
- 妻の兄・川島浪速（大陸浪人）

## 著書
- 『二千九百年前西域探検日誌』日高有倫堂、1910年（復刻版、八幡書店、2000年）。
- 『男子の意気』泰山房、1916年。
- 『ペンペン草』東京六連報社、1926年。

### 訳書
- スコット著『大雄弁学』二松堂書店、1916年。

## 関連書籍
- 真継雲山『蒙古王照山敗戦録』雲山堂、1912年。
- 横山健堂『師範出身の異彩ある人物』南光社、1933年。
- 宮地正人『日露戦後政治史の研究』東京大学出版会、1973年。
- 重松正史「山口県における立憲国民党の進出」（『たたら製鉄・石見銀山と地域社会』清文堂出版、2008年）